# Gynodiastylis carinata
Gynodiastylis carinata är en kräftdjursart som beskrevs av William Thomas Calman 1911. Gynodiastylis carinata ingår i släktet Gynodiastylis och familjen Gynodiastylidae. Inga underarter finns listade i Catalogue of Life.